# Parco commemorativo Jajinci

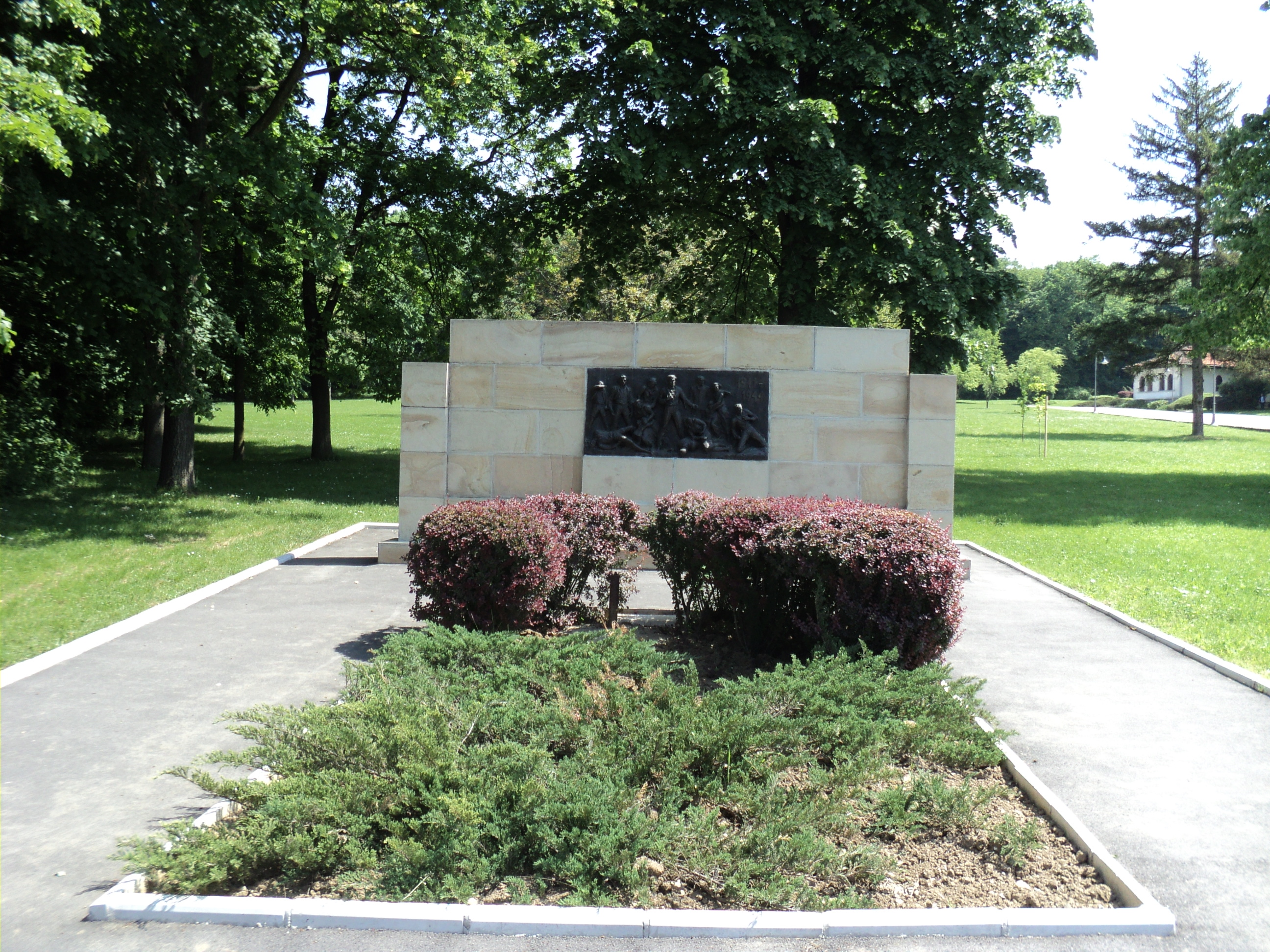
Monumento ai giustiziati al poligono di tiro di Jajinci

Il Parco commemorativo Jajinci si trova nel territorio del comune di Voždovac, sulla strada che porta al monte Аvala. Fu costruito nel luogo usato come poligono militare utilizzato dalle Forze Armate del Regno di Jugoslavia, e che durante la seconda guerra mondiale divenne il luogo delle terribili sofferenze della popolazione innocente sul territorio della Serbia occupata.

## Storia
Con l'invasione della Polonia del 1º settembre 1939, iniziò un conflitto bellico di dimensioni e intensità senza precedenti, condotto ovunque e con ogni mezzo, tanto che gli storici, utilizzando il termine sorto durante la guerra, la chiamarono giustamente "guerra totale". Le forze dell'Asse condussero la guerra a tal punto arbitrariamente, che tutte le norme valide del diritto internazionale furono virtualmente violate, e i crimini che commisero furono di tale portata e carattere, che fu necessario creare per loro delle nuove disposizioni nel diritto pubblico internazionale.
Le immagini di fame, camere a gas, crematori, esecuzioni di massa, persone quasi morte come risultato di "esperimenti scientifici", furono la realtà per milioni di europei. Umiliati, nel dolore e nella sofferenza, furono privati del loro stato elementare di essere umano e ridotti a occorrenza, numero, dato statistico e, nel migliore dei casi, a manodopera utile e necessaria, al limite delle forze fisiche.
Dal 1941 al 1944, la popolazione della Serbia e di Belgrado, attraverso l'intero sistema delle carceri, dei campi di concentramento e dei luoghi delle esecuzioni, rientrò in questa immagine di sofferenza collettiva. Subito dopo che le truppe di occupazione tedesche entrarono a Belgrado il 12 aprile 1941, iniziarono le rappresaglie contro la popolazione usando la pratica della detenzione costante degli ostaggi e la minaccia della loro esecuzione nei confronti di chi resistesse all'occupazione. L'istituzione dei campi di concentramento a "Topovske šupe", ad Autokomanda, a Banjica e "Milišića ciglana" a Zvezdara (nell'area urbana di Belgrado), nella caserma del 18º Reggimento di Fanteria, del campo di concentramento di Sajmište nelle strutture dell'ex Complesso Fieristico sulla riva sinistra del fiume Sava, segnò il destino di Belgrado. Fu l'unica capitale dell'Europa occupata, sul cui territorio urbano furono creati dei campi di concentramento.
Le esecuzioni, organizzate e condotte dalle forze di occupazione tedesche, durarono ogni giorno dal 15 luglio 1941 fino alla fine del 1943. La liquidazione degli ostaggi e dei prigionieri fu condotta in diverse località di Belgrado e dintorni: Bežanijska kosa, Cimitero ebraico, Bubanj Potok, cimitero centrale, Мarinkova bara, villaggi di Jabuka, Skela, Mali Požarevac, Ralja.

### Poligono di tiro

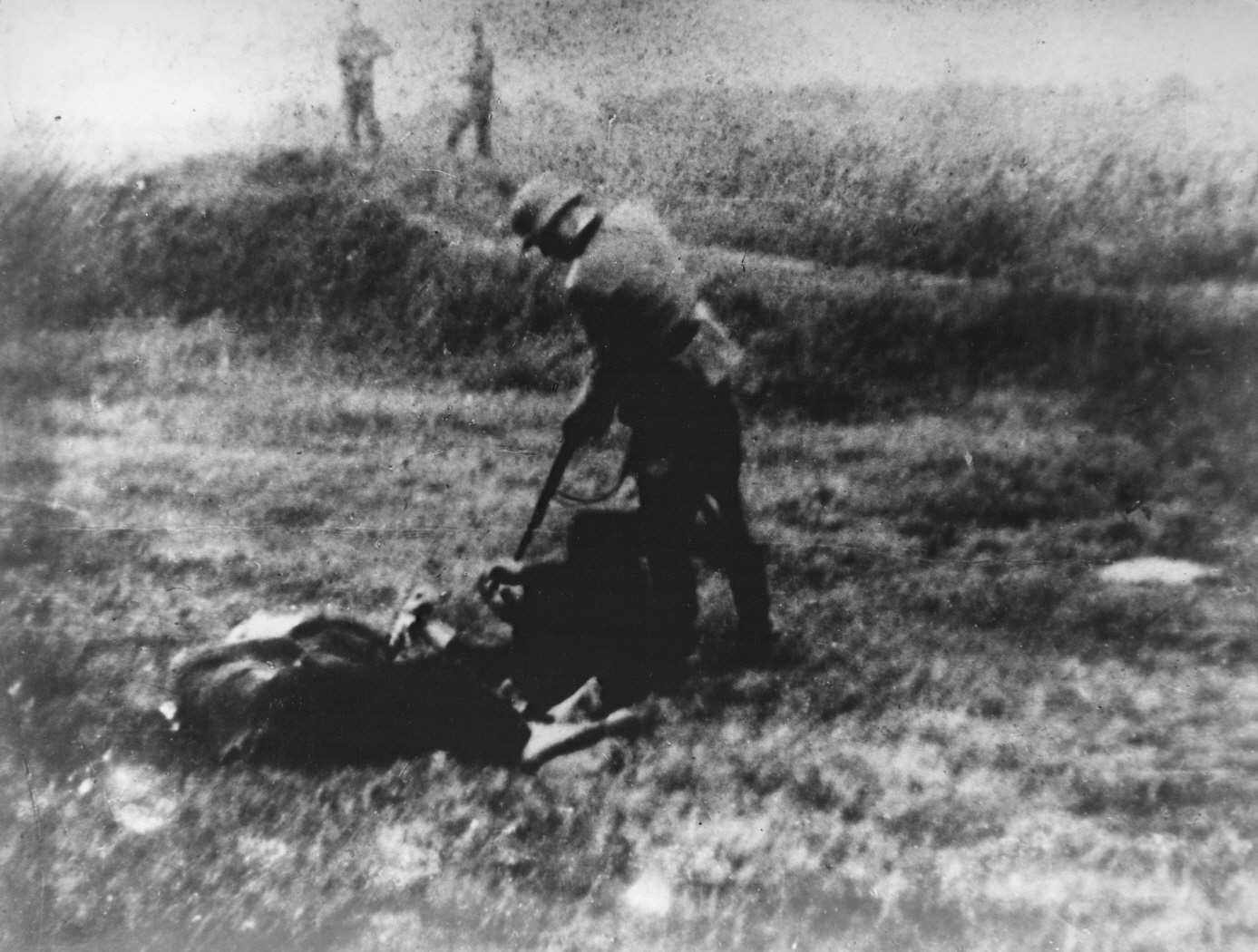
Un soldato tedesco punta il fucile contro un prigioniero a Jajinci

Il poligono di tiro di Jajinci, per il numero di vittime e la metodologia brutale nella liquidazione e nell'occultamento dei crimini contro i civili innocenti, si distingue da tutti gli altri luoghi di esecuzione. Le foto e le dichiarazioni conservate di un piccolo numero di sopravvissuti testimoniano la sofferenza e il dolore di serbi, ebrei, rom e altri ostaggi del regime fascista a Belgrado e in Serbia.
Nel periodo dall'8 novembre 1943 al 2 aprile 1944, cercando di rimuovere le tracce dei crimini di massa, la Gestapo organizzò l'esumazione e l'incendio dei resti delle vittime. La Commissione per i crimini di guerra, costituita subito dopo la seconda guerra mondiale, al termine delle indagini, fornì l'informazione secondo cui furono uccise 82.000 persone al poligono di tiro di Jajinci. Le ricerche più recenti indicano invece il numero di 65.000 uccisi. I generali Peko Dapčević e Vladimir Ivanovič Ždanov, comandanti delle truppe che liberarono Belgrado il 20 ottobre 1944, deposero le prime corone di fiori nel luogo in cui furono eseguite le esecuzioni di massa, che rappresenta anche il primo omaggio reso alle vittime innocenti del terrore fascista.

## Costruzione
Il Parco commemorativo Jajinci è costituito da diversi segmenti e la sua costruzione è iniziata il 7 luglio 1951, collocando il monumento all'ingresso del complesso: gli autori dell'opera sono lo scultore accademico Stevan Bodnarov e l'architetto Leon Kabiljo.
I lavori del Parco della Rimembranza, istituito nel 1960, proseguirono anche nei decenni successivi, furono banditi molti concorsi pubblici per la progettazione del monumento dedicato alle vittime del fascismo, fu scelta la soluzione dello scultore accademico Vojin Stojić e realizzata nel 1988. Anche gli architetti Branko Bon e Brana Mirković parteciparono alla sistemazione delle altre strutture e dell'area verde del Parco della Rimembranza. Nel 1986, con decisione dell'Assemblea della città di Belgrado, il Parco commemorativo Jajinci è stato proclamato monumento culturale.